# Вектор (спецподразделение)
Отдел специального назначения «Вектор» — спецподразделение Управления Федеральной службы исполнения наказаний России по Республике Крым и Севастополю. Образован в 2014 году.

## История
Отдел специального назначения «Вектор» был образован 24 сентября 2014 года, спустя полгода после приказа руководства ФСИН России о создании Управления ФСИН по Республике Крым и Севастополю. Костяк отряда составили бойцы спецподразделения «Тайфун» из УФСИН по Санкт-Петербургу и Ленинградской области. Первым командиром отряда стал полковник Сергей Суворов, ветеран Чеченской кампании: всего в состав нового отряда вошли семеро бойцов «Тайфуна».
Задачи отряда номинально сводятся к освобождению заложников и подавлению бунтов в исправительных учреждениях, однако первое время отряд работал по городу, участвуя в задержании коррупционеров (в том числе коррумпированных сотрудников полиции). В отличие от частей Росгвардии (в том числе «Беркута» и СОБР) и иных спецподразделений, по приказу только «Вектор» имеет право заходить в места заключения и восстанавливать там порядок.
В феврале 2018 года бойцы ОСН «Вектор» приняли участие в отборочном этапе чемпионата ФСИН по стрельбе среди подразделений специального назначения Южного и Северо-Кавказского федеральных округов, который прошёл на базе УФСИН России по Краснодарскому краю. Оперативники «Вектора» заняли 2-е место по итогам турнира по стрельбе, уступив только команде отдела специального назначения (базового) «Акула» УФСИН России по Краснодарскому краю, выйдя в финальный этап состязаний, намеченный на апрель того же года.

## Личный состав
По состоянию на 2019 год в подчинении командира отряда было 28 человека. В сентябре 2017 года один из бойцов «Вектора» успешно прошёл испытания на краповый берет.